# Calamus zollingeri
Calamus zollingeri är en enhjärtbladig växtart som beskrevs av Odoardo Beccari. Calamus zollingeri ingår i släktet Calamus och familjen Arecaceae. Inga underarter finns listade i Catalogue of Life.